# The 25th Hour
The 25th Hour är det italienska progressiva power metal-bandet Vision Divines femte studioalbum, utgivet i juni 2007 på Scarlet Records och i Japan på Nexus.
Albumet producerades, liksom föregångaren, av Timo Tolkki (Stratovarius).
Skivan var den första med keyboardisten Alessio Lucatti, basisten Cristiano Bertocchi och trummisen Alessandro Bissa. Det var även den sista med vokalisten Michele Luppi, som lämnade bandet året därpå (men återkom 2025).

## Låtlista
1. "My Angel Died" – 0:53
2. "The 25th Hour" – 5:34
3. "Out of a Distant Night (Voices)" – 5:29
4. "Alpha & Omega" – 5:49
5. "Eyes of a Child" – 4:59
6. "The Daemon You Hide" – 4:50
7. "Waiting for the Dawn" (instrumental) – 1:48
8. "Essence of Time" – 4:43
9. "A Perfect Suicide" – 5:21
10. "Heaven Calling" – 3:39
11. "Ascension" – 2:15

Bonusspår på japanska utgåvan
1. "Another Day" (Dream Theater-cover) – 4:28

## Medverkande
Musiker
- Michele Luppi – sång
- Olaf Thörsen – gitarr
- Federico Puleri – gitarr
- Cristiano Bertocchi – basgitarr
- Alessio Lucatti – keyboard, piano
- Alessandro Bissa – trummor

Produktion
- Timo Tolkki – producent, inspelningstekniker, mixning
- Luigi Stefanini – inspelningstekniker
- Michele Luppi – sångproducent, inspelningstekniker, redigering
- Svante Forsbäck – mastering
- Alessandro Golfieri – arrangemang
- Davide Nadalin – omslagskonst, albumkonst
- Stefano Montanelli – design
- Leonardo Baricordi – låttexter
- Luca Bernasconi – foto